# Paraclione longicaudata
Paraclione longicaudata is een slakkensoort uit de familie van de Clionidae. De wetenschappelijke naam van de soort is voor het eerst geldig gepubliceerd in 1852 door Souleyet.